# Kārlis Karsons
Kārlis Karsons (* 3. Oktoberjul. / 16. Oktober 1906greg. in Riga; †  16. November 1989 in Pinneberg) war ein lettischer Fußballspieler.

## Karriere
Kārlis Karsons spielte in seiner Vereinskarriere für den Riga FK. 
Von September 1929 bis August 1930 kam Karsons viermal in der Lettischen Nationalmannschaft zum Einsatz, bei denen er kein Tor erzielte. Er debütierte gegen Finnland in Helsinki am 15. September 1929. Drei Tage später spielte Karsons gegen Estland in Tallinn. Mit den Länderspielen im Juli 1930 gegen Schweden und im August 1930 gegen Litauen während des Baltic Cup 1930 endete die Nationalmannschaftskarriere von Karsons.